# Neoceti
Neoceti é o clado que engloba as baleias modernas, dividido em duas subordens, Odontoceti e Mysticeti, sendo que a primeira é caracterizada por apresentar dentes e ter como representantes os golfinhos, orcas, cachalotes e outros, enquanto a segunda possui como características fundamentais um aparelho filtrador queratinizado e ausência de dentes. Mysticeti tem como representantes a baleia-azul e a baleia-jubarte, por exemplo. Desta maneira, Neoceti é um clado dos cetáceos que possuem representantes vivos atuais e apresentam como características gerais a diferenciação dos membros em nadadeiras horizontais e a narina deslocada para a região cranial. Estão, também, adaptados ao ambiente marinho onde se alimentam (sendo a maior parte carnívora) e reproduzem, podendo ser encontrados distribuídos por todo território mundial (cosmopolitas). Outra adaptação presente em algumas linhagens do grupo é a ecolocalização, que por meio de ondas sonoras permite reconhecer o ambiente a sua volta.
Durante a história evolutiva, embora os animais tenham se originado do ambiente marinho e a partir dele conquistado o meio terrestre, formando linhagens como a dos mamíferos, algumas delas apresentaram um retorno ao ambiente marinho, para o qual tiveram que sofrer uma nova adaptação, como é o caso de Neoceti, composto por mamíferos aquáticos.

## Anatomia
Os cetáceos, tal como os demais mamíferos, são endotérmicos e amamentam os seus filhotes. No entanto, eles apresentam diversas modificações e adaptações ao ambiente aquático que os diferenciam, como por exemplo o corpo fusiforme, a escassez de pelos e a ausência de glândulas sebáceas e sudoríparas, a internalização dos órgãos reprodutores, a ausência de ouvido externo, entre outras . Esses animais se alimentam por filtração, e apresentam importantes mudanças na carga dentária e especializações vinculadas a este tipo de alimentação. Odontocetos apresentam uma morfologia dentária cônica simples, não fazem reposição dentária ao longo de suas vidas, e são homodontes, ou seja, todos os seus dentes possuem formatos similares . Já os membros de Mysticeti, não possuem dentes, mas sim cerdas bucais. Essas estruturas saem do palato, são feitas de queratina, e funcionam como peneiras, usadas para a filtração do alimento. Esse grupo ainda apresenta, ao contrário dos demais cetáceos, uma mandíbula não fusionada e extremamente flexível, o que permite uma grande abertura e ajuda na captura de presas .
A respiração dos cetáceos é pulmonar, e se dá através dos espiráculos, estruturas equivalentes às narinas em outros mamíferos, que estão localizadas no topo da cabeça. Essas “narinas” elevadas e em posição posterior minimizam o gasto energético para respirar no ambiente aquático . Mysticeti apresenta dois espiráculos, enquanto Odontoceti apenas um. Quando sobem à superfície para respirar, o ar presente nos pulmões desses animais é expelido através do espiráculo, lançando um jato d’água, e o ar novo entra . Eles renovam uma grande porcentagem do ar presente nos pulmões em cada respiração, o que os dá um grande fôlego e permite que fiquem submersos sem respirar por muito tempo .

Em Mysticeti, o crânio está alinhado com a coluna, o que reduz demandas metabólicas do nado, enquanto em Odontoceti o crânio é assimétrico, com um lado maior que o outro, condição rara entre mamíferos. A função dessa assimetria é controversa, mas suspeita-se que pode estar relacionada com o consumo de presas grandes, ou com a escuta e produção de sons para a ecolocalização . Os odontocetos realizam ecolocalização para encontrar presas e nadar, produzindo sons de alta frequência e interpretando o eco dessas vocalizações para “mapear” o ambiente. Essa capacidade, no entanto, requer estruturas para produzir o som, para direcioná-lo, e para perceber e interpretar seus ecos. As vocalizações se originam nos lábios fônicos, localizados no tecido mole presente na região entre o espiráculo e o crânio dos odontocetos . Os sons produzidos por esta estrutura, então, são focados e direcionados pelo melão, órgão grande, feito de tecido mole, localizado anteriormente aos lábios fônicos, formando a protuberância da testa de golfinhos e da maioria dos odontocetos. A escuta desses animais também difere da maioria dos mamíferos, uma vez que o caminho típico do som em ouvidos de mamíferos terrestres não é efetivo na água . Em Odontoceti, o som viaja até o tímpano através de um grande canal de gordura que se estende da mandíbula ao ouvido médio (em Mysticeti esse canal de gordura é situado lateralmente à mandíbula). Além disso, há uma especialização para frequências altas, devido à necessidade de escutar e diferenciar as frequências dos ecos. Como os morcegos, esses animais apresentam uma expansão da parte da cóclea que percebe frequências altas, enquanto misticetos, por sua vez, possuem cócleas menores . 

Esquema da cabeça de um golfinho, lábios fônicos representados em vermelho, o melão em azul escuro

A recepção quimiossensorial é reduzida, com um bulbo olfativo e outras estruturas relacionadas ao olfato consideravelmente reduzidas em Mysticeti, e ausentes em Odontoceti . 
Já quanto à locomoção, os cetáceos realizam sua propulsão na água através de movimentos verticais de suas nadadeiras caudais extremamente robustas, que terminam em dois lobos horizontais e fibrosos, na ponta da cauda. Enquanto a nadadeira caudal permite a geração de impulso, as nadadeiras peitorais ajudam no direcionamento desses animais, sendo estas resultado da transformação dos membros anteriores, com perda de grande parte do movimento na articulação do cotovelo . A nadadeira dorsal, por sua vez, apresenta diferentes formas e tamanhos entre cetáceos, podendo ser proeminente, superficial, ou até completamente ausente em algumas espécies. Os membros posteriores são ausentes, mas elementos desses membros e da cintura pélvica ainda podem ser encontrados em alguns cetáceos, como uma pelve consideravelmente reduzida, que está distante da coluna vertebral, e serve de ponto de fixação para músculos que atuam nos órgãos reprodutores. Há também uma redução no comprimento do pescoço e das vértebras cervicais, o que, assim como o corpo fusiforme, contribui para a hidrodinâmica .
As espécies viventes com os maiores cérebros em tamanho absoluto estão em Cetacea. O tamanho absoluto do cérebro cresceu ao longo da evolução desse grupo, enquanto o tamanho corporal cresceu em Mysticeti e diminuiu em Odontoceti . Dessa forma, temos que o tamanho relativo do cérebro diminuiu em Mysticeti e cresceu em Odontoceti .

## Filogenia
Em termos filogenéticos, Cetacea é um grupo dividido em duas partes: o grupo-coroa, sinônimo de Neoceti, composto por Odontoceti e Mysticeti, e o grupo-tronco, composto por Archaeoceti. Há uma ideia de sinonimização de Neoceti e Cetacea, iniciada por Brisson (1762), quando ainda não se conhecia os fósseis de Archaeoceti, contudo adotada por diversos sistematas atualmente. Neste sentido, fazem parte de Neoceti todos os indivíduos descendentes do último ancestral comum de Odontoceti e Mysticeti, vivo há aproximadamente 32,4 milhões de anos . Uma proposta que segue esta linha de raciocínio propõe a sinonimização de Neoceti e Cetacea, e sugere a nomenclatura Cetaceamorpha para Archaeoceti .
Até à década de 1970 pouco se sabia acerca das relações filogenéticas entre os três grupos (Odontoceti, Mysticeti e Archaeoceti) e uma das hipóteses vigentes era uma difilia entre Mysticeti e Odontoceti, na qual os dois grupos teriam origens evolutivas diferentes, com Mysticeti e Archaeoceti juntos em um clado e Odontoceti em outro (por vezes a classificação postulava que os odontocetos faziam parte de outra ordem) . No entanto, diversas descobertas e  análises moleculares, bioquímicas e geológicas puderam elucidar o problema. Fósseis de arqueocetos datados do Eoceno (há 56-34 milhões de anos) e de odontocetos e misticetos datados do Oligoceno (há 34-23 milhões de anos) logo revelaram que os últimos dois surgiram posterior e simultaneamente no tempo evolutivo e portanto possuíam relação mais próxima . Diversas características ósseas presentes em odontocetos e misticetos mas ausentes em arqueocetos reforçam fortemente essa hipótese . Desta forma, Archaeoceti reúne todos os indivíduos cetáceomorfos que não possuíam as características próprias de Odontocetos e Misticetos e é considerado parafilético .
De acordo com Fordyce, a primeira filogenia (Slijper, 1960), propunha uma relação mais próxima entre Archaeoceti e Mysticeti e a segunda, baseada em análises moleculares, dos anos 1990-2000, propõe o monofiletismo de odontocetos e misticetos.
|  | Archaeoceti |
|  |             |
|  | Mysticeti   |
|  |             |

|  | Odontoceti |
|  |            |

|  | Archaeoceti |
|  |             |
|  | Mysticeti   |
|  |             |

|  | Odontoceti |
|  |            |

|  | Archaeoceti |
|  |             |

|  | Mysticeti  |
|  |            |
|  | Odontoceti |
|  |            |

## Reprodução
Pela adaptação do grupo ao ambiente marinho, esses animais não têm a capacidade de se sustentar no solo e portanto precisam passar por todo o ciclo reprodutivo, desde a cópula até o cuidado de seus descendentes, no ambiente marinho . Sendo observado um cuidado parental marcante, podendo estar associado a alta demanda alimentar desses animais e em função disso, os progenitores tendem a prover tanto para eles próprios, quanto para seus descendentes nesse período.
Essa linhagem de animais é marcada também pela forma de execução do parto, na qual durante o ato, os filhotes tendem a sair da abertura com a cauda voltada para fora, diferente dos outros mamíferos, cujos filhos são paridos saindo com a cabeça voltada para o exterior . 
Já o período fértil é marcado por um ciclo anual, durante o qual há o aumento da espermiogênese, no aumento do diâmetro dos ductos e pelo aumento tanto em número, quanto em tamanho das células de Leydig (células intersticiais). Sendo que, acredita-se que a marcação dos dias mais longos é o que estimula esse processo.
Em relação aos órgãos sexuais desses animais, foi visto que esse grupo compartilha como característica a ausência de escroto  e presença de um penis fibroelástico, capaz de ser projetado para o exterior do corpo do macho nos períodos de cópula. Anatomicamente, a diferenciação sexual é evidente, uma vez que nas fêmeas a abertura sexual (vulva) e a abertura anal são próximas ou equivalentes, sendo que de cada lado da fenda pode ser encontrado as mamas das glândulas mamárias. Já os machos apresentam a abertura sexual em uma porção mais central da região ventral de seu corpo, enquanto a abertura anal se localiza na porção mais posterior, sendo possível também ser observada a presença de mamas reduzidas mais anteriores a abertura anal .
Para cópula, o pênis, que é altamente desenvolvido e apresenta músculos poderosos, é extraído da glândula prepucial, onde fica armazenado normalmente, pela mudança conformacional da região proximal da glândula, que se enrijece, enquanto a parte distal mantém-se flexível. Por meio dessa alteração, o penis agora exposto pode ser introduzido na fêmea pela vulva, e ocupar a vagina, sendo esta relativamente curta e dessa forma, apenas parte do pênis pode ser introduzido. Na ejaculação, a parte terminal do pênis se expande, expelindo o semen na fêmea, podendo então voltar a se retrair na glândula prepucial . 
Foi observado que indivíduos imaturos também podem participar de eventos de conjugação, mesmo sem apresentarem seus órgãos sexuais plenamente desenvolvidos. Isso por ter sido analisado indivíduos que, após o período de cópula, apresentavam penis com vestígios de semen, porém com ausência de espermatozoides .

## Hábitos de vida

### Mysticeti
A subordem Mysticeti compreende as baleias filtradoras, detentoras de um aparato bucal altamente específico para a filtração eficiente. Por não possuírem dentes, as baleias filtradoras predam, em geral, animais menores, que ficam retidos em estruturas queratinizadas chamadas de barbas, que compõem o filtro . O tamanho dos misticetos impõe uma necessidade energética enorme, suprida por dietas de até 100 toneladas de zooplâncton consumidas durante o inverno, por exemplo .
Uma das características mais interessantes do grupo é a sua enorme capacidade migratória, com certas espécies atravessando mais de 9.000 quilômetros pelo oceano, como é o caso das baleias-cinzentas e baleias-jubarte . É entendido que as migrações dos indivíduos da subordem seguem uma lógica de reprodução em águas tropicais e alimentação em águas geladas, como é o caso do Ártico e Antártica . Geralmente, os misticetos são encontrados em duplas ou grupos pequenos de indivíduos. Uma das possíveis causas é a baixa pressão de predação, dado seu enorme tamanho, permitindo que estes indivíduos naveguem seguros pelas águas oceânicas .
Em termos comportamentais, embora não se utilizem da ecolocalização, os misticetos recorrem à produção de sons para comunicação, como é o caso da baleia-azul, baleia-comum, baleias Minke, das baleias-francas, entre outras. No caso da baleia-jubarte, há a produção de sons na forma de "músicas" ou "canções", perto da época de reprodução, realizada apenas por machos . Ainda se tratando de machos de jubarte em épocas de reprodução, foi observada uma postura agressiva, na qual os indivíduos disputavam a fêmea através da alteração de postura, se lançando um contra o outro, utilizando sua nadadeira caudal bilobada para agredir o adversário . 

Comparação do tamanho de uma baleia azul com um humano

### Odontoceti
De forma geral, os hábitos alimentares dos odontocetos são consideravelmente diversos, abrangendo dietas à base de peixes, lulas, pássaros, crustáceos e até mamíferos marinhos. Diferente dos misticetos, que se utilizam da filtração de grandes quantidades de pequenas presas, os odontocetes caçam uma presa única, geralmente grande se comparada às presas dos misticetos. Além disso, os odontocetos possuem uma dieta mais constante, sem variações ao longo do ano .
A alimentação do grupo também está relacionada à morfologia mandibular: aqueles que têm peixes como sua presa preferencial possuem em geral uma quantidade maior de dentes, como é o caso do golfinho-pintado-pantropical (Stenella attenuata) . Enquanto isso, aqueles que optam pela dieta à base de lulas possuem dentição reduzida, como é o caso de cachalotes, baleias-bicudas e narvais. Curiosamente, foram encontrados indivíduos saudáveis destas espécies sem dentição ou com mandíbulas deformadas, o que levou à criação de uma hipótese de um mecanismo de sucção para capturar as presas, sem a necessidade de utilizar os dentes . Mecanismos adicionais como utilização de sons de alta-intensidade com o objetivo de debilitar a presa antes de sua captura também são sugeridos para explicar as observações anteriores .
Para facilitar a captura das presas, orcas e golfinhos procuram cercar as suas presas em praias, bancos de areia ou lama, icebergs ou até em círculos de poeira, onde o espaço, profundidade ou visão são encurtados, de modo a encurralar a presa  . Orcas ainda apresentam comportamentos de predação em grupo com estratégias extremamente complexas, como por exemplo a criação de ondas para deslocar blocos de gelo onde suas presas se encontram para o oceano e tentar quebrá-los ou desestabilizá-los . Além disso, estes animais, ao debilitar a presa, apresentam comportamento de jogá-la para o alto, atordoando-a .
Apesar da existência de poucos estudos nesse sentido, odontocetos apresentam comportamento de busca por alimento em águas profundas muito mais pronunciado em relação aos misticetos. Pesquisadores conduziram um estudo em orcas no Alasca que observou um padrão curioso de deslocamento em busca de alimento, com muitos mergulhos rasos e sequenciais seguidos de um mergulho profundo, podendo chegar a profundidades superiores a 200 metros .
Outra característica comum aos odontocetos é a ecolocalização, ou seja, se localizar a partir da emissão e recepção de ondas sonoras, podendo assim detectar a posição de possíveis presas, facilitando o processo de captura. A produção das ondas sonoras é feita por estruturas nasais especializadas, chamadas de lábios fônicos. Além da localização espacial, odontocetos podem se comunicar com outros indivíduos da própria espécie. Golfinhos-nariz-de-garrafa produzem “assobios” característicos de cada indivíduo ou grupo de indivíduos, configurando uma espécie de assinatura particular que garante sua identificação por outros animais . Cachalotes e orcas, por sua vez, podem apresentar repertórios próprios de sons intragrupais.
O sono em muitos odontocetos é um processo altamente coordenado. Com a necessidade de respirar e os perigos envolvendo predadores, o grupo de cetáceos utiliza-se de um recurso extremamente eficiente: o sono de ondas lentas uni-hemisférico, no qual enquanto um dos hemisférios cerebrais descansa, o outro está ativo controlando os movimentos e a percepção do ambiente. Golfinhos tendem a manter um olho fechado e outro olho aberto, este em direção ao centro do grupo, de modo a manterem-se juntos e seguros .

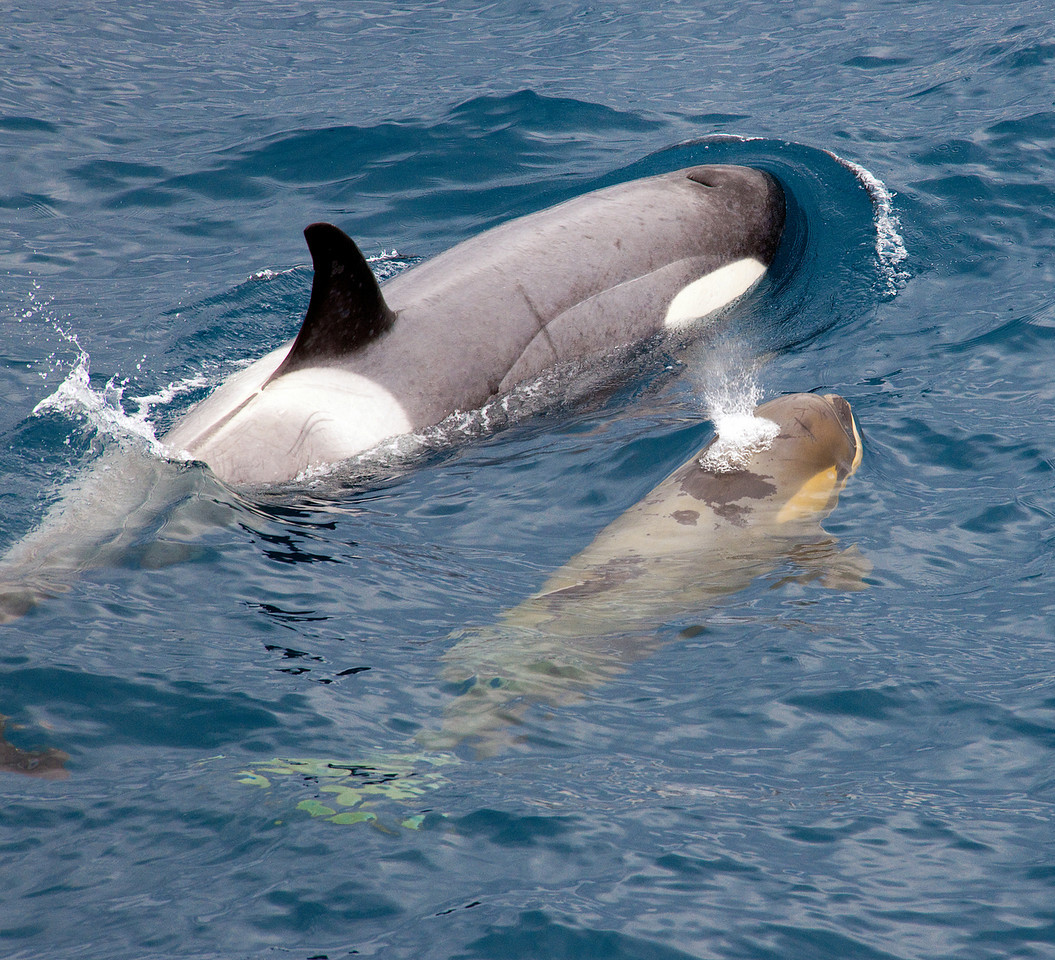
Orcinus orca normalmente é encontrada em grupos matrilineares, com uma fêmea líder

## Distribuição Geográfica
Representantes do grupo são encontrados no mundo inteiro, sendo algumas espécies restritas a rios, outras a regiões estuarinas e costeiras, porém a maior parte delas são oceânicas. Até o momento, foram descritas 86 espécies habitando os oceanos ao redor do mundo, variando em tamanho populacional e hábitos  . 
É comum a indivíduos desse grupo realizarem grandes deslocamentos diários ou sazonais. O processo de migração dessas espécies está relacionado principalmente a procura de alimento (associada a lugares frios) e a reprodução (associada a locais de água mais quente). Padrões migratórios altamente complexos são observados especialmente em espécies de misticetos, como baleias- jubarte, as francas e as cinzentas. Odontocetos, por sua vez, apresentam deslocamentos de menores proporções em rios e mares, suprindo tanto suas necessidades reprodutivas quanto alimentares . 
Presentes ao longo da costa brasileira já foram encontradas 43 espécies combinadas de odontocetos e misticetos. Ocorrem no Brasil oito espécies de baleias e 35 espécies de golfinhos . No entanto, parte das espécies descritas são relativas a avistamentos pontuais - o que não diz muito sobre a distribuição ou tamanho populacional dessas espécies na costa brasileira, dificultando uma análise mais conclusiva . 
	O número relativamente baixo de espécies de Neoceti na costa brasileira pode ser associada a fatores como: avistamentos em cruzeiros são relativos a águas menos profundas (100m - 1800m), algumas observações não foram possíveis extrair características suficientes para a identificação do indivíduo, algumas famílias são menos abundantes e mais difíceis de serem vistas, e algumas espécies previamente descritas como brasileiras foram feitas além dos limites da costa do Brasil .
1. ↑  ELTINK, Estevan. Reconstruindo o passado: a história evolutiva das baleias. Casa da ciência, 26 maio 2015. Disponível em: http://ead.hemocentro.fmrp.usp.br/joomla/index.php/noticias/adotepauta/638-reconstruindo-o-passado-a-historia-evolutiva-das-baleias
2. 1 2 3 4 5 6 7 8 9 10 11 12 13 14 15  Gatesy, J., Geisler, J. H., Chang, J., Buell, C., Berta, A., Meredith, R. W., … McGowen, M. R. (2013). A phylogenetic blueprint for a modern whale. Molecular Phylogenetics and Evolution, 66(2), 479–506. doi:10.1016/j.ympev.2012.10.012
3. 1 2 3 4 5   Fordyce, R. E. (2009). Neoceti. Encyclopedia of Marine Mammals, 758–763. doi:10.1016/b978-0-12-373553-9.00178-4
4. ↑   Spaulding, M., O’Leary, M. A., & Gatesy, J. (2009). Relationships of Cetacea (Artiodactyla) Among Mammals: Increased Taxon Sampling Alters Interpretations of Key Fossils and Character Evolution. PLoS ONE, 4(9), e7062. doi:10.1371/journal.pone.0007062
5. ↑   GATESY, John et al. A phylogenetic blueprint for a modern whale. Elsevier, [s. l.], 26 out. 2012.
6. ↑   Gingerich, P.D., ul-Haq, M., von Koenigswald, W., Sanders, W.J., Smith, B.H., Zalmout, E.S., 2009. New protocetid whale from the middle Eocene of Pakistan: birth on land, precocial development, and sexual dimorphism. Plos One 4, e4366. http://dx.doi.org/10.1371/journal.pone.0004366
7. ↑   CARWARDINE, Mark. Functional Morphology f the reproductive system in cetacea. In: WHALES, Dolphins, and Porpoises. [S. l.: s. n.], 1992.
8. ↑   Gatesy, J., Hayashi, C., Cronin, A., Arctander, P., 1996. Evidence from milk casein genes that cetaceans are close relatives of hippopotamid artiodactyls. Mol. Biol. Evol. 13, 954–963.
9. ↑   Slijper, E.J., 1962. Whales, second ed. Cornell University Press, Ithaca, NY
10. 1 2 3  MEEK, Alexander. The Reproductive Organs of Cetacea. Journal of Anatomy, [s. l.], jan. 1918
11. 1 2 3 4 5 6  Bannister, J. L. (2009). Baleen Whales (Mysticetes). Encyclopedia of Marine Mammals, 80–89. doi:10.1016/b978-0-12-373553-9.00024-9
12. ↑  Schell, D. M. (2000). Declining carrying capacity in the Bering Sea: Isotopic evidence from whale baleen. Limnology and Oceanography, 45(2), 459–462. doi:10.4319/lo.2000.45.2.0459
13. 1 2 3 4 5   Hooker, S. K. (2009). Toothed Whales, Overview. Encyclopedia of Marine Mammals, 1173–1179. doi:10.1016/b978-0-12-373553-9.00269-8
14. 1 2   BBC Earth. Killer Whales Hunt Sea Lions | Trials Of Life | BBC Earth. Disponível em: <https://www.youtube.com/watch?v=bk1VdQxeTn4>. Acesso em: 28 out. 2020.
15. ↑  The advanced hunting strategy of a dolphin - The Wonder of Animals: Episode 9 - BBC Four. BBC. Acesso em: 28 out. 2020.
16. ↑   BBC Earth.Killer Whales Working Together to Hunt Seals on Ice|BBC Earth. Disponível em: <https://www.youtube.com/watch?v=g1VEwsI4SlY>
17. ↑   Miller, P. J. O., Shapiro, A. D., & Deecke, V. B. (2010). The diving behaviour of mammal-eating killer whales (Orcinus orca): variations with ecological not physiological factors. Canadian Journal of Zoology, 88(11), 1103–1112. doi:10.1139/z10-080
18. ↑   Mascetti, Gian Gastone, G. G. (2016). Unihemispheric sleep and asymmetrical sleep: behavioral, neurophysiological, and functional perspectives. Nature and Science of Sleep, Volume 8, 221–238. doi:10.2147/nss.s71970
19. ↑   CETÁCEOS. In: Sistema de Apoio ao Monitoramento de Mamiferos Marinhos: integrando informações sobre os mamíferos marinhos do Brasil. [S. l.], 26 out. 2020. Disponível em: http://simmam.acad.univali.br/site/?page_id=43#:~:text=Os%20cet%C3%A1ceos%20s%C3%A3o%20encontrados%20em,deslocamentos%20di%C3%A1rios%20e%2Fou%20sazonais. Acesso em: 26 out. 2020.
20. ↑  PERRIN, W.F. World Cetacea Database. 2020. Accessed at http://www.marinespecies.org/cetacea on 2020-10-26
21. ↑   MIGRAÇÃO. In: LABCMA: Laboratório da biologia da conservação de mamíferos aquáticos. [S. l.]: IOUSP, 2020. Disponível em: https://sotalia.com.br/index.php/inicio/14-portugues/educativo/fique-por-dentro/71-migracao. Acesso em: 26 out. 2020.
22. ↑   CETÁCEOS. In: Projeto cétaceos da Costa Branca . Rio Grande do Norte: UERN, 2020. Disponível em: https://www.pccbuern.org/cetaceos. Acesso em: 26 out. 2020
23. 1 2   ZERBINI, Alexandre N. et al. Revizee Cetáceos: SÉRIE DOCUMENTOS REVIZEE – SCORE SUL. In: Distribuição e abundância relativa de cetáceos na Zona Econômica Exclusiva da Região Sudeste-Sul do Brasil.. Brazil: Carmen Lúcia Del Bianco Rossi-Wongtschowski, 23 jun. 2005. Disponível em: https://www.mma.gov.br/estruturas/revizee/_arquivos/revizee_cetaceos.pdf. Acesso em: 26 out. 2020.